# Brachygalaxias
Brachygalaxias is een geslacht van straalvinnige vissen uit de familie van de snoekforellen (Galaxiidae).

## Soorten
- Brachygalaxias bullocki (Regan, 1908)
- Brachygalaxias gothei Busse, 1983